# Fortunato Galli
Fortunato Galli (Livorno, 1850 – Firenze, 1918) è stato uno scultore italiano.

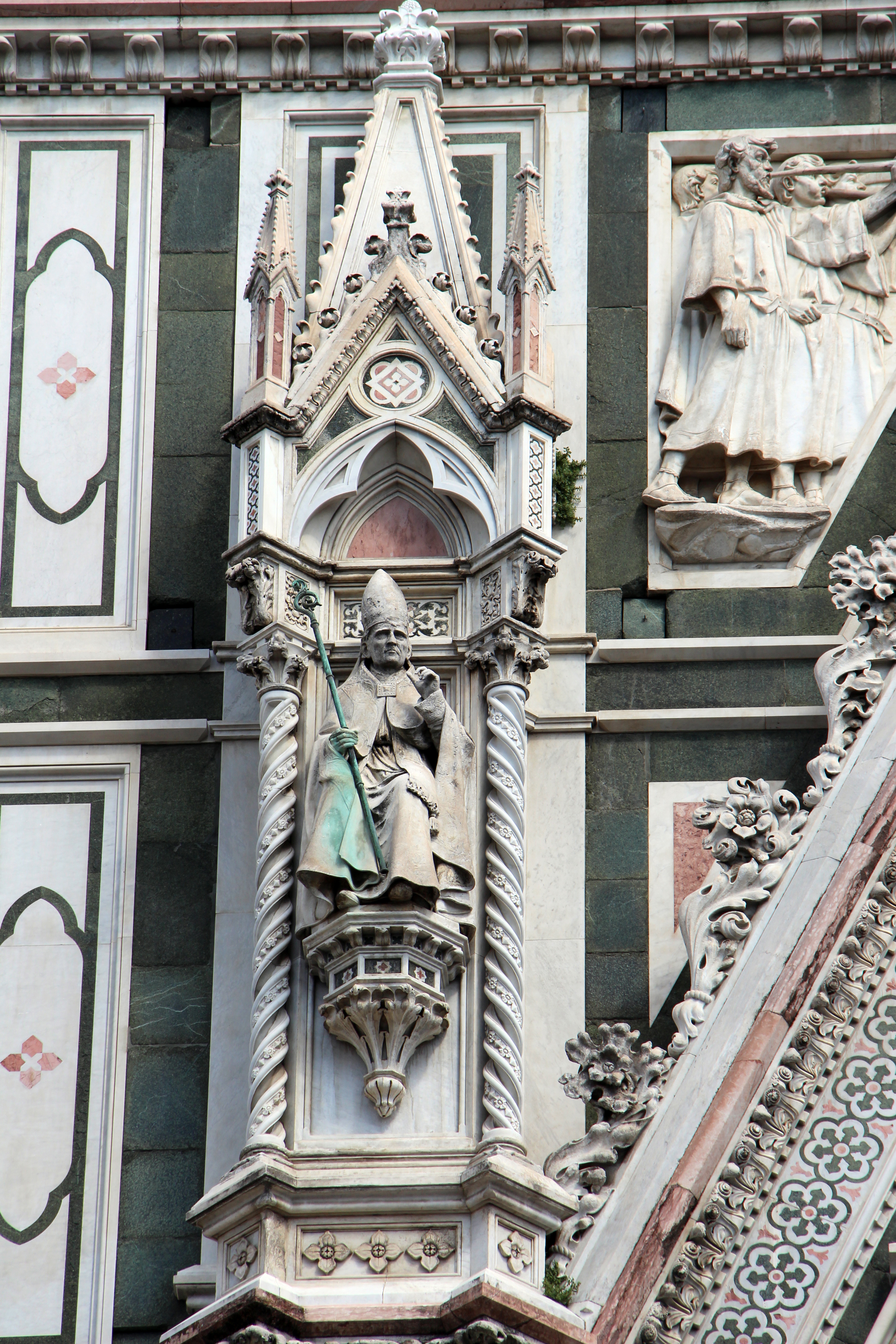
San Gregorio VII, duomo di Firenze

Fu accademico onorario dell'Accademia delle Arti del Disegno dal 1885. Lavorò per committenti privati (spesso per sculture desintate a monumenti funebri) e pubblici (statua di San Gregorio VII per la decorazione della facciata di Santa Maria del Fiore).